# Danny Messer
Danny Messer est un personnage de fiction, héros de la série télévisée Les Experts : Manhattan. L'acteur américain Carmine Giovinazzo joue ce rôle.

## Biographie
Danny a eu un passé difficile quand il était jeune. En effet lui et son frère faisaient partie d’un gang les Tanglewood Boys, mais ce dernier l’a rejeté pour lui éviter les problèmes et dans un même temps pour lui sauver la vie. Il finit par se ranger en passant du camp des hors-la-loi à celui des policiers. 
Sélectionné personnellement par Mac pour rejoindre l’équipe, il tente chaque jour de se montrer digne de cet honneur et vit assez mal l’échec. Voulant faire oublier son passé, il travaille avec discipline et rigueur mais peut facilement se laisser emporter par les évènements. À la suite d'une fusillade il sera sur un fauteuil roulant quelques épisodes de la saison 6, mais le soutien de Lindsay Monroe va l'aider à s'en sortir.
Danny a un béguin pour sa coéquipière Lindsay Monroe, rejetant ses avances, bien qu’à contre-cœur ; mais ils finiront par se rapprocher à la fin de la saison 3. Se sentant coupable de la mort de son petit voisin Ruben, il va s'éloigner d'elle et va la tromper avec la mère de Ruben. Par la suite (saison 5), ils se remettront ensemble et dans l'épisode 5x09, Lindsay annoncera à Danny qu'elle est enceinte. Il la demandera donc en mariage, mais elle refusera dans un premier temps, ne se sentant pas prête, puis elle finira par accepter et ils se marieront dans l'épisode 5x16. Lucy Messer naîtra dans l'épisode 5x23 et Danny se montrera un père très attentionné. Dans la saison 9 il est annoncé que Lindsay est enceinte de son deuxième enfant: un garçon.